# 四至
四至（しいし/しし）とは、古代・中世における所領・土地の東西南北の境界を指して呼んだ呼称である。転じて境界そのものを指すようになった。

## 荘園の四至
荘園の四至は、元々は、その開墾計画の範囲を認定するものだった。しかし太政官・民部省が認めた不入の権を与えられた荘園の場合には、国司・国衙がその範囲内からは田租を徴収せず、検田を行わなかった。
荘園の成立時において、公験を得て正式に承認を受けると、朝廷（太政官弁官局または民部省）から派遣された使者（官使）及び国司から派遣された使者（国使）、荘官3者の立会のもとで荘園と公領などそれ以外の土地との境界を確認した上で、その四隅の境界線に牓示（記となる杭などを打つあるいは付近の自然物に印を付ける）を行って四至を明確にした。これを四至牓示（しいしぼうじ）と称する。また、その際には牓示の正確な位置を記した絵図（四至牓示絵図）を作成して領域を確定することで、後日の境相論の防止に努めた。